# Johanna Meyer-Lövinson
Johanna Meyer-Lövinson (geboren als Johanna Löwensohn am 13. Januar 1874 in Berlin; gestorben am 29. April 1957) war eine deutsch-amerikanische Radiomoderatorin und Rezitatorin.

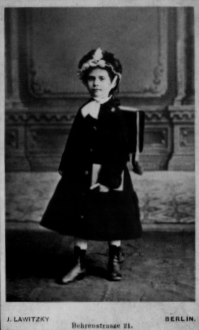
Johanna Löwensohn als Schulanfängerin, 1880

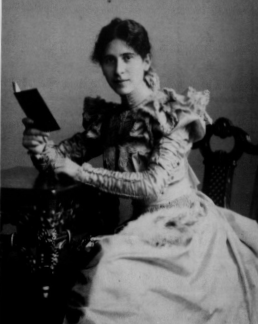
Johanna Lövinson
(Porträtfotos nach 1900 sind noch nicht gemeinfrei)

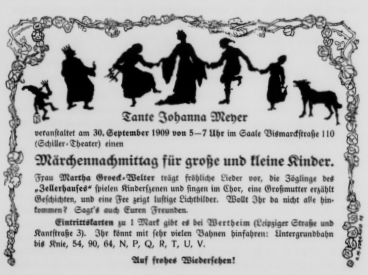
Tante Johanna Meyer im Schillertheater (1909)

## Leben
Johanna Lövinson (auch Löwensohn) war das jüngste von sechs Kindern des Kaufmanns Siegfried Lövinson und seiner Frau Rosalie, geborene Hirschberg. Ihre Geschwister hießen Martin, Emil, Henriette, Hermann (Ermanno), Feodora, und Oskar. Im Alter von 17 Jahren besuchte sie ein Lehrerinnenseminar, mit 19 Jahren zog sie nach Italien, wo sie als Gouvernante arbeitete. Nach ihrer Rückkehr nach Berlin nahm sie Schauspielstunden bei dem österreichischen Schauspieler Max Pohl und Sprech- und Atemunterricht und studierte die deutsche Literatur. Sie unterrichtete gelegentlich Deutsch als Fremdsprache. Außerdem führte sie Regie bei Amateur-Theaterproduktionen und gründete einen Lesekreis. Ihren ersten öffentlichen Auftritt als Rezitatorin hatte sie 1896 bei einer Veranstaltung zugunsten notleidender Kinder.
Im Jahr 1901 heiratete sie den 12 Jahre älteren Kaufmann Eugen Meyer. Ein Jahr später bekam sie ihr erstes Kind mit dem Namen Hildegard, das kurz nach der Geburt an der Grippe starb. 1904 bekam sie einen Sohn, Paul, und 1911 eine Tochter, Leonore. Kurz nach Pauls Geburt hatte ihr Mann Eugen Meyer einen wirtschaftlichen Misserfolg und Johanna Meyer-Lövinson begann an Mädchenschulen zu unterrichten und bot Unterricht in Stimmbildung und zu jüdischen Themen an. Außerdem war sie als Rezitatorin tätig, las kostümiert Kindergeschichten bei Veranstaltungen vor und präsentierte zum Teil mit musikalischer Begleitung Literarisches. Durch diese Tätigkeit kam sie in Kontakt mit bekannten Schriftstellern wie Georg Hermann, Ernst Toller und Stefan Zweig, die manchmal an ihrem Lesekreis teilnahmen und dort Bücher besprachen.
Im Herbst 1923 wurde der erste Radiosender in Berlin gegründet, sie fand dort 1924 eine Stelle als Vorleserin von Kindergeschichten und anderer Literatur und sprach auch im Radio über Frauenthemen. Sie war eine der ersten Frauen beim Rundfunk in Deutschland. Durch ihre Bekanntheit beim Radio konnte sie auch ihre Arbeit als Rezitatorin ausbauen und wurde oft für Kulturveranstaltungen angefragt, auch in anderen Städten. Nach der Machtübernahme durch die Nationalsozialisten 1933 verlor sie ihre Stelle beim Rundfunk, weil sie Jüdin war, sie war aber weiterhin als Rezitatorin szenischer Lesungen beim Jüdischen Kulturbund tätig und hielt Vorträge. 1933 trug sie zum Festakt der Erweiterung der Synagoge in der Fasanenstraße die Psalmen 8 und 84 vor.
Bis 1938 waren ihre beiden Kinder in die USA emigriert und lebten in Chicago. Sie beantragten ein Visum für ihre seit 1933 verwitwete Mutter, die ebenfalls zunächst nach Chicago zog und dann mit ihrer Tochter Leonore in Reading, Pennsylvania, und später ab 1943 in Philadelphia lebte. Sie nahm Englischunterricht und besuchte einen Kurs zur Einbürgerung.
Nach dem Ende des Zweiten Weltkriegs 1945 erfuhr Johanna Meyer-Lövinson, dass fast alle ihre Verwandten, die in Europa geblieben waren, in der Shoah umgekommen waren, darunter zwei ihrer Brüder und deren Familien, nur eine Nichte und ein Neffe hatten überlebt.
In den USA war sie auch als Radiomoderatorin tätig, in deutschsprachigen Sendungen gab sie Immigranten Tipps zur amerikanischen Kultur. Zu Goethes 200. Geburtstag 1949 war sie an einer Literatursendung beim Radiosender WFLN in Philadelphia beteiligt. 1946 begann sie als Modell für eine Kunstschule in Philadelphia zu arbeiten, ihre darstellerische Erfahrung konnte sie dabei nutzen. Außerdem unterrichtete sie Deutsch an der Junto School, diese Tätigkeit gab sie erst 1956 im Alter von 82 Jahren auf. Johanna Meyer-Lövinson starb am 29. April 1957. Im Archiv The Center Form Jewish History des Leo Baeck Institutes wird ihr schriftlicher und fotografischer Nachlass in einer umfangreichen Sammlung aufbewahrt.